# Capital (departement van Santiago del Estero)
Capital (Santiago del Estero) is een departement in de Argentijnse provincie Santiago del Estero. Het departement (Spaans:  departamento) heeft een oppervlakte van 2.116 km² en telt 244.567 inwoners.

## Plaatsen in departement Capital
- San Pedro
- Santiago del Estero
- Villa Zanjón